# Град Орловића Павла
Град Орловића Павла (знан и као Баба) је тврђава која је постојала око 10 километара источно од Параћина. Њене рушевине је обишао и описао Феликс Каниц на свом пропутовању кроз Србију током 19. века.
Име добио по јунаку Павлу Орловићу.
Тврђава се налазила на једном брегу изнад реке Петруше, а неправилни облик града прати терен. На најузвишенијој тачки био је главни део града - цитадела. Она обухвата полигонални простор површине 55м х 23м. Бедеми су грађени од ломљеног камена у кречном малтеру, а у једном делу бедема у доњим зонама откривени су делови зида који се може сместити у 12. век.
У оквиру цитаделе издвајају се остаци средњовековне палате и захватају југоисточни део димензија 10м х 15м, са подом од опеке, а површине зидова су биле живописане о чему сведоче многобројни фрагменти фреско-малтера.
Градске зидине су обухватале и цео горњи део брда, од којих је данас врло мало сачувано, а у центру овог дела града су откривени остаци објекта грађеног од камена у кречном малтеру
Данас на том простору има врло мало остатака утврђења који се налазе у атару села Трубарево, у близини Ћићевца.